# Campionati del mondo Ironman del 1993
I Campionati del mondo Ironman del 1993 hanno visto trionfare tra gli uomini per la quinta volta lo statunitense Mark Allen, davanti al finlandese Pauli Kiuru e al tedesco Wolfgang Dittrich.
Tra le donne si è laureata campionessa del mondo per la sesta volta, in rappresentanza degli Stati Uniti d'America Paula Newby-Fraser.
Mark Allen ha chiuso con un tempo di 08:07:45, migliorando il precedente record a lui appartenente nell'edizione precedente.

## Ironman Hawaii - Classifica

### Uomini
| Pos. | Tempo   | Nome              | Paese       | Ripartizione tempi | Ripartizione tempi | Ripartizione tempi | Ripartizione tempi | Ripartizione tempi |
| Pos. | Tempo   | Nome              | Paese       | Nuoto              | T1                 | Bici               | T2                 | Corsa              |
| ---- | ------- | ----------------- | ----------- | ------------------ | ------------------ | ------------------ | ------------------ | ------------------ |
|      | 8:07:45 | Mark Allen        | Stati Uniti | 0:50:40            | 0:00               | 4:29:00            | 0:00               | 2:48:05            |
|      | 8:14:27 | Pauli Kiuru       | Finlandia   | 0:51:05            | 0:00               | 4:28:06            | 0:00               | 2:55:16            |
|      | 8:20:13 | Wolfgang Dittrich | Germania    | 0:48:30            | 0:00               | 4:30:29            | 0:00               | 3:01:14            |
| 4    | 8:24:01 | Ken Glah          | Stati Uniti | 0:50:41            | 0:00               | 4:33:54            | 0:00               | 2:59:26            |
| 5    | 8:26:18 | Jürgen Zäck       | Germania    | 0:51:52            | 0:00               | 4:27:42            | 0:00               | 3:06:44            |
| 6    | 8:27:47 | Paul Huddle       | Stati Uniti | 0:53:32            | 0:00               | 4:39:39            | 0:00               | 2:54:36            |
| 7    | 8:28:49 | Bruce Thomas      | Australia   | 0:50:29            | 0:00               | 4:38:15            | 0:00               | 3:00:05            |
| 8    | 8:32:51 | Holger Lorenz     | Germania    | 0:51:47            | 0:00               | 4:35:29            | 0:00               | 3:05:35            |
| 9    | 8:33:18 | Jeff Devlin       | Stati Uniti | 0:53:40            | 0:00               | 4:44:20            | 0:00               | 2:55:18            |
| 10   | 8:34:08 | Olaf Sabatschus   | Germania    | 0:57:05            | 0:00               | 4:40:08            | 0:00               | 2:56:55            |

### Donne
| Pos. | Tempo   | Nome               | Paese         | Ripartizione tempi | Ripartizione tempi | Ripartizione tempi | Ripartizione tempi | Ripartizione tempi |
| Pos. | Tempo   | Nome               | Paese         | Nuoto              | T1                 | Bici               | T2                 | Corsa              |
| ---- | ------- | ------------------ | ------------- | ------------------ | ------------------ | ------------------ | ------------------ | ------------------ |
|      | 8:58:23 | Paula Newby-Fraser | Stati Uniti   | 0:53:29            | 0:00               | 4:48:30            | 0:00               | 3:16:24            |
|      | 9:08:04 | Erin Baker         | Nuova Zelanda | 0:58:36            | 0:00               | 4:50:16            | 0:00               | 3:19:12            |
|      | 9:20:40 | Susan Latshaw      | Stati Uniti   | 0:56:05            | 0:00               | 4:57:49            | 0:00               | 3:26:46            |
| 4    | 9:21:12 | Karen Smyers       | Stati Uniti   | 0:53:34            | 0:00               | 5:06:25            | 0:00               | 3:21:13            |
| 5    | 9:23:08 | Wendy Ingraham     | Stati Uniti   | 0:51:06            | 0:00               | 5:00:32            | 0:00               | 3:31:30            |
| 6    | 9:31:46 | Heather Fuhr       | Canada        | 0:59:20            | 0:00               | 5:19:09            | 0:00               | 3:13:17            |
| 7    | 9:33:28 | Fernanda Keller    | Brasile       | 0:59:41            | 0:00               | 5:11:01            | 0:00               | 3:22:46            |
| 8    | 9:34:15 | Terry Schneider    | Stati Uniti   | 1:00:05            | 0:00               | 5:13:39            | 0:00               | 3:20:31            |
| 9    | 9:36:52 | Julie Anne White   | Canada        | 1:02:30            | 0:00               | 5:10:44            | 0:00               | 3:23:38            |
| 10   | 9:38:39 | Katinka Wiltenburg | Paesi Bassi   | 1:04:56            | 0:00               | 5:03:46            | 0:00               | 3:29:57            |

## Ironman - Risultati della serie

### Uomini
| Evento    | Oro           | Tempo   | Argento        | Tempo   | Bronzo      | Tempo   |
| Australia | Pauli Kiuru   | 8:10:53 | Bruce Thomas   | 8:25:53 | Jos Everts  | 8:30:45 |
| Lanzarote | Ben Van Zelst | 9:01:43 | Frank Heldoorn | 9:04:24 | John Knight | 9:20:43 |

### Donne
| Evento    | Oro                | Tempo    | Argento          | Tempo    | Bronzo            | Tempo    |
| Australia | Thea Sybesma       | 9:01:29  | Lynne McAllister | 9:29:41  | Bianca Van Woesik | 9:33:07  |
| Lanzarote | Katinka Wiltenburg | 10:18:18 | Paula Johnson    | 10:52:40 | Katja Mayer       | 11:02:24 |

## Calendario competizioni
| Progr. | Data           | Evento            | Sede                                   | Nazione   |
| ------ | -------------- | ----------------- | -------------------------------------- | --------- |
| 1      | 20 aprile 1993 | Ironman Australia | Forster/Tuncurry, Nuovo Galles del Sud | Australia |
| 2      | 29 maggio 1993 | Ironman Lanzarote | Puerto del Carmen, Lanzarote           | Spagna    |